# Lederjacken rechnen ab
Lederjacken rechnen ab (Originaltitel: Motorcycle Gang) ist ein US-amerikanischer Rockerfilm von Edward L. Cahn aus dem Jahr 1957. Der Film startete am 22. Oktober 1957 in seinem Heimatland, in die westdeutschen Kinos kam er erst am 3. Februar 1961.

## Handlung
Der Polizist Joe Watson hat aus der ehemaligen Gruppe Halbstarke einen ehrbaren Motorradsportclub gemacht. Es kommt allerdings Unruhe in den Verein, als das ehemalige Mitglied Nick Rogers nach fünfzehn Monaten Haft wieder in die Stadt kommt.
Nick und Randy, Mitglied des Motorradvereins liefern sich ein rivalisierendes Duell um Terry, die in der Stadt zu Besuch bei ihrem Onkel ist. Ihr gegenüber erzählt Randy auch den Grund für Nicks Haftstrafe. Bei einem illegalen Rennen zwischen ihm und Nick wurde ein unschuldiger Passant von beiden nacheinander überfahren, der Überfahrene erlag den Verletzungen. Im Gegensatz zu Randy hat Nick das Geschehen nicht zugegeben und bekam statt einer Bewährungs- eine Haftstrafe. Terry fühlt sich zu beiden jungen Männern hingezogen, beide Männer haben sich ihrerseits in Terry verliebt.
Auf einer Party bei Terry fordert Nick Randy zu einem finalen Wettkampf heraus. Ziel ist es, möglich schnell eine Eisenbahnhochbrücke zu überfahren. Nicks Motorrad verliert während des Rennens auf der Brücke Öl, als Terry, als Schiedsrichterin auf der Zielseite anwesend, dieses bemerkt und sie Randy warnen will, hält Nick sie davon ab. Randy gerät ins Schlingern und stürzt die Brücke herab. Das Mädchen plagen Schuldgefühle, so lässt sie Nick während Randys Krankenhausaufenthaltes abblitzen und bittet den Verletzten schließlich um Entschuldigung.
Während des Bezirksrennens, an dem der wieder genesene Randy teilnimmt, überlegen Nick und seine Gang die Fahrer zu unterlaufen und dadurch das Rennen zu stören. Sie entscheiden sich aber dagegen und überfallen ein Café an der Strecke. Die Besitzer und weitere anwesende Bürger werden von den Randalierern festgehalten und gequält. Watson, als Streckenposten beim Rennen beteiligt, bekommt die Nachricht über Polizeifunk zu hören, er stoppt die ankommenden Motorradfahrer, darunter den führenden Randy und bittet um Beistand. Gemeinsam überrumpelt die Truppe Nicks Gang und befreit die Geiseln. Bei der anschließenden Feier gesteht Terry Randy ihre Zuneigung.

## Rezeption
Das Lexikon des internationalen Films beschreibt den Film als „In zwei Wochen abgedrehter Halbstarkenfilm, der Motive des Brando-Erfolgs Der Wilde aufgreift, ohne dessen Qualitäten annähernd zu erreichen.“
Bei Rotten Tomatoes gaben nur 20 % der Zuschauer dem Film eine positive Bewertung.

## Synchronisation
Die deutsche Synchronfassung entstand 1960 bei der Schongerfilm GmbH in München unter der Synchronregie und dem Dialogbuch von Ingo Hermes.
| Rolle                   | Schauspieler   | Synchronstimme      |
| ----------------------- | -------------- | ------------------- |
| Nick Rogers             | John Ashley    | Michael Cramer      |
| Lt. Joe Watson          | Russ Bender    | Christian Marschall |
| Onkel Ed                | Raymond Hatton | Klaus W. Krause     |
| Theresa „Terry“ Lindsay | Anne Neyland   | Helga Trümper       |
| Speed                   | Carl Switzer   | Erich Ebert         |
| Randy                   | Steven Terrell | Klaus Kindler       |